# Ніколета Дінке
Елена Ніколета Дінке (рум. Elena Nicoleta Dincă; нар. 2 липня 1988, Слатіна) — румунська гандболістка, гравець збірної Румунії.

## Біографія
Ніколета Дінке народилася в Слатіні, в жудеці Олт. Почала займатися гандболом у середній школі зі спортивним нахилом. Її першими тренерами були Віктор Дабуляну та Міхай Тешіляну. Першою старшою командою, за яку вона грала, був бухарестський "Рапід".
Починаючи з сезону 2006–2007 років до сезону 2012–2013 років виступала грала за клуб «Універсітатя Жолідон Клуж», а з 2008 року — за національну жіночу збірну Румунії з гандболу. У червні 2013 року перейшла до клубу "Крайова", проте у липні 2014 року вона заявила, що не досягла жодної домовленості з керівництвом команди і не буде продовжувати контракт із клубом. У період з 2014 по 2017 роки гандболістка виступала за «Корону» з Брашова. Влітку 2017 року підписала контракт з командою, що нині носить назву "Глорія 2018 Битриця-Несеуд", а в 2018 і 2019 роках продовжила контракт із командою Бистриці. 
Ніколета Дінке була капітаном молодіжної збірної.